# Cogealac
Cogealac község Romániában, Dobrudzsa vidékén, Constanța megyében. A hozzá tartozó települések: Gura Dobrogei, Râmnicu de Jos, Râmnicu de Sus és Tariverde.

## Fekvése
A település az ország délkeleti részén található, Konstancától negyvennyolc kilométerre északra, a legközelebbi várostól, Năvodaritól harmincnyolc kilométerre északra.

## Története
A település neve 1890 és 1905 között Hogeainlik vagy Kocalak volt, a törö eredetű név jelentése nagy posta, ugyanis egykor a postát szállítók pihenőhelye volt, és itt cserélték lovaikat a küldöncök. A 20. század elején, rövid időre a Domnești nevet vette fel. A feljegyzések szerint a községet 44 Besszarábiából érkező német család alapította, leszármazottaikat 1940-ben átköltöztették Németországba, a náci „Heim in Reich” (magyarul: Vissza a Birodalomba) mozgalom keretein belül. Cogealac területén egy, az i. e. 2. századi falu maradványait tárták fel, mely valószínű hogy az egykori Histriához tartozott.

## Lakossága
A nemzetiségi megoszlás a következő:
| 2002      | 2002 | 2002   |
| --------- | ---- | ------ |
| Románok   | 7137 | 99,88% |
| Magyarok  | 3    | 0,04%  |
| Romák     | 2    | 0,02%  |
| Lipovánok | 2    | 0,02%  |
| Németek   | 1    | 0,01%  |
| Összesen  | 7145 | 100,0% |